# Riccardo Ferri (attore)
Riccardo Ferri (...) è un attore italiano che è stato attivo nel cinema italiano degli anni cinquanta.
Impegnato come caratterista, ebbe come più importante partecipazione quella in Umberto D., uno dei successi del duo Cesare Zavattini-Vittorio De Sica, nel quale non fu però accreditato nei titoli.

## Filmografia
- Maracatumba... ma non è una rumba!, regia di Edmondo Lozzi (1949) - non accreditato
- Amor non ho... però... però, regia di Giorgio Bianchi (1951)
- La famiglia Passaguai, regia di Aldo Fabrizi (1951) - non accreditato
- Umberto D., regia di Vittorio De Sica (1952) - non accreditato
- Papà diventa mamma, regia di Aldo Fabrizi (1952) - non accreditato
- L'angelo del peccato, regia di Leonardo De Mitri e Vittorio Carpignano (1952)
- Gioventù alla sbarra, regia di Ferruccio Cerio (1953)
- Cinema d'altri tempi, regia di Steno (1953)
- La domenica della buona gente, regia di Anton Giulio Maiano (1953)
- La passeggiata, regia di Renato Rascel (1953) - non accreditato
- Un giorno in pretura, regia di Steno (1954) - non accreditato
- Desiderio 'e sole, regia di Giorgio Pàstina (1954) - non accreditato
- La schiava del peccato, regia di Raffaello Matarazzo (1954) - non accreditato
- La romana, regia di Luigi Zampa (1954)
- I tre ladri, regia di  Lionello De Felice (1954)
- Se vincessi cento milioni, regia di Carlo Moscovini e Carlo Campogalliani (1954)
- Piccola posta, regia di Steno (1955)
- Un eroe dei nostri tempi, regia di Mario Monicelli (1955) - non accreditato
- Siamo uomini o caporali?, regia di Camillo Mastrocinque (1955)
- Totò lascia o raddoppia?, regia di  Camillo Mastrocinque (1956)
- Il cocco di mamma, regia di Mauro Morassi (1957) - non accreditato
- È arrivata la parigina, regia di Camillo Mastrocinque (1958) - non accreditato
- Fantasmi e ladri, regia di Giorgio Simonelli (1959) - non accreditato
- La nipote Sabella, regia di Giorgio Bianchi (1959)
- L'impiegato, regia di Gianni Puccini (1960) - non accreditato
- A noi piace freddo...!, regia di Steno (1960) - non accreditato
- Letto a tre piazze, regia di Steno (1960)
- Il conquistatore d'Oriente, regia di Tanio Boccia (1960)
- Psycosissimo, regia di Steno (1961) - non accreditato
- Totò contro Maciste, regia di Fernando Cerchio (1962)